# Kazimierz Śniegula
Kazimierz Śniegula (ur. 1 marca 1903 w Dobrcu Małym, zm. 5 lutego 1985 w Richmond Hill) – podpułkownik dyplomowany pilot Wojska Polskiego, kawaler Krzyża Srebrnego Orderu Virtuti Militari, weteran II wojny światowej.

## Życiorys
Od 1918 był uczniem Gimnazjum im. Tadeusza Kościuszki w Kaliszu. W czasie wojny polsko-bolszewickiej służył 3 miesiące w wojsku jako ochotnik. W 1925 uzyskał świadectwo dojrzałości i zgłosił się do służby wojskowej w lotnictwie. W 1928 ukończył Szkołę Podchorążych Lotnictwa w Dęblinie (II promocja, 36 lokata) i jako podporucznik obserwator trafił do 3. pułku lotniczego w Poznaniu, gdzie służył w 34. eskadrze liniowej. W 1930 przeszkolił się na pilota, od 1935 służył w 35. eskadrze liniowej, gdzie dowodził plutonem. W 1937 został przeniesiony do Centrum Wyszkolenia Lotnictwa Nr 1 w Dęblinie na stanowisko dowódcy dywizjonu szkolnego.
Po kampanii wrześniowej przez Rumunię przedostał się do Francji. Tam przydzielono go do właśnie organizowanego dywizjonu bombowego PSP. Gdy Francja skapitulowała, Śniegula ewakuował się do Wielkiej Brytanii. Wstąpił do Polskich Sił Powietrznych, otrzymał numer służbowy RAF P-0749, od maja do lipca 1941 przeszedł przeszkolenie w 18 Operational Training Unit w Bramcote. Od 28 lipca 1941 służył w 305 dywizjonie bombowym „Ziemi Wielkopolskiej im. Marszałka Józefa Piłsudskiego” na stanowisku dowódcy eskadry. 
Od 21 czerwca 1942 do 17 stycznia 1943 był dowódcą dywizjonu. 6 września 1942 roku został odznaczony przez gen. Władysława Sikorskiego Krzyżem Srebrnym Virtuti Militari. 18 stycznia 1942 został oficerem łącznikowym w 1. SBS, a następnie referentem w Inspektoracie PSP. W 1944 ukończył studia w Wyższej Szkole Lotniczej. W administracji PSP służył do końca wojny, dochodząc do stanowiska szefa wydziału w dowództwie PSP.
Po zwolnieniu z polskiego lotnictwa zdecydował się pozostać w Wielkiej Brytanii, a kilka lat później przeniósł się do Kanady, do Ontario. Polskę odwiedził kilkakrotnie dopiero w latach 70. Po wprowadzeniu stanu wojennego na znak protestu obiecał, że nie przyjedzie do Polski, dopóki nie zmienią się władze i ustrój. Słowa dotrzymał.

## Odznaczenia
Za swą służbę otrzymał odznaczenia:
- Krzyż Srebrny Orderu Wojennego Virtuti Militari (nr 09532)
- Krzyż Walecznych trzykrotnie,
- Medal Lotniczy – czterokrotnie.